# Alexander Wassilko von Serecki (politico)
Il barone Alexander Wassilko von Serecki (Berehomet, 17 dicembre 1827 – Lopušna, 20 agosto 1893) è stato un politico austriaco.

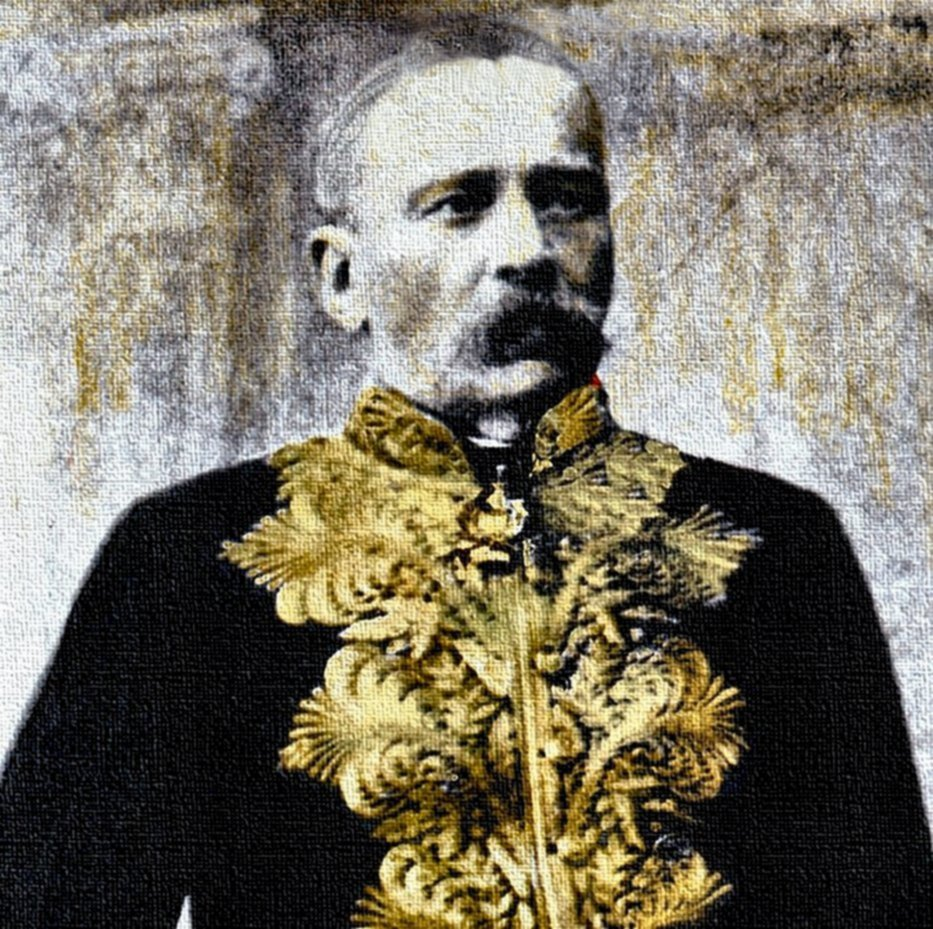
Barone Alexander Wassilko von Serecki

Egli era un discendente di una famiglia dell'antica aristocrazia boiarda della Bucovina, un austro-ungarico di etnia rumena, governatore del Ducato di Bucovina e membro della Herrenhaus, la Camera Alta del Consiglio imperiale d'Austria.

## Biografia

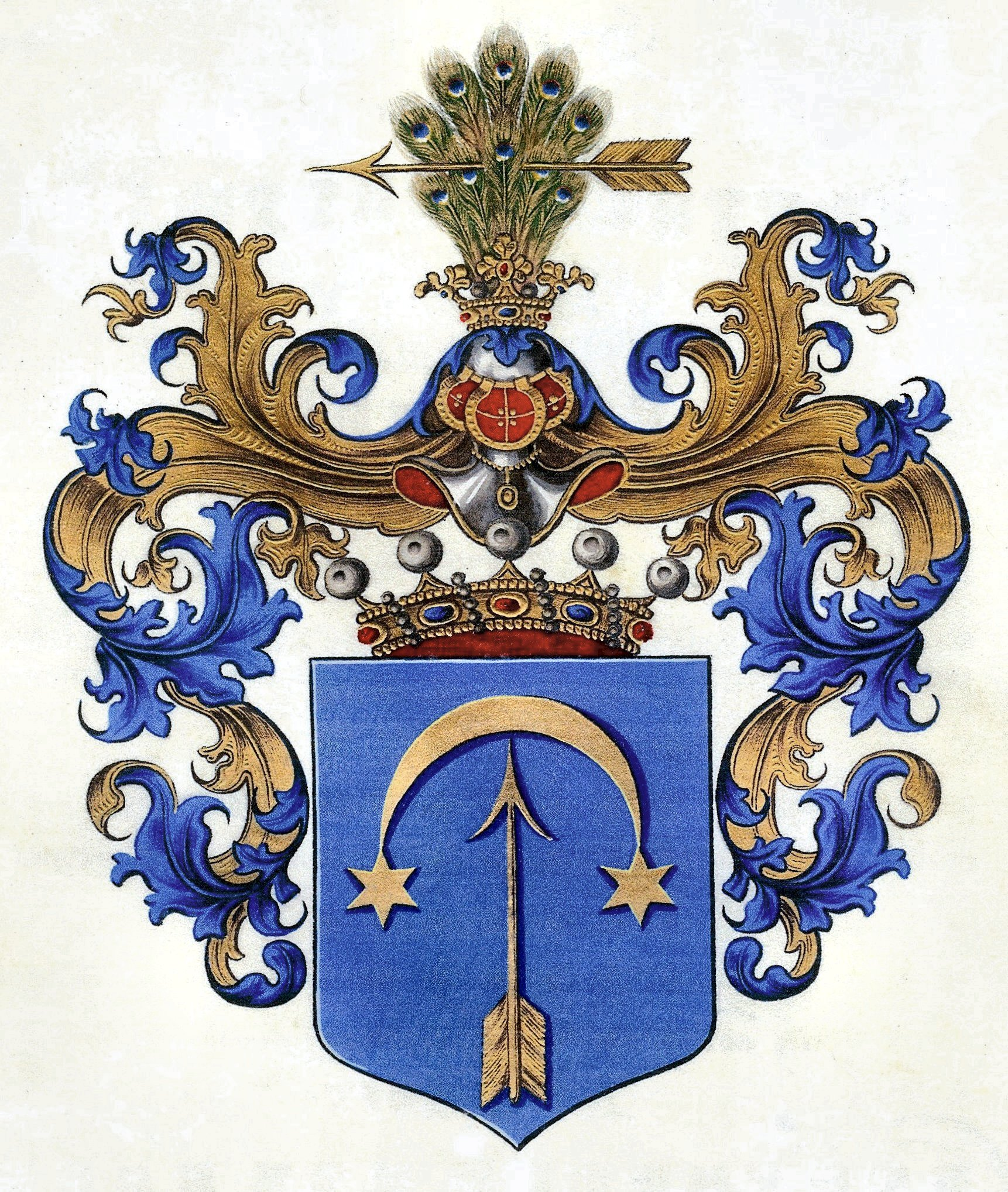
Stemma dei baroni Wassilko von Serecki

Dopo aver superato la sua maturità nel 1846 con riconoscimenti, Alexander ha studiato filosofia e giurisprudenza presso le università di Černivci e Leopoli. Dal 1850 ha lavorato come avvocato a Černivci e dopo il 1859 riuscì Baron Jordaki proprietà di suo padre.

### Attività politica

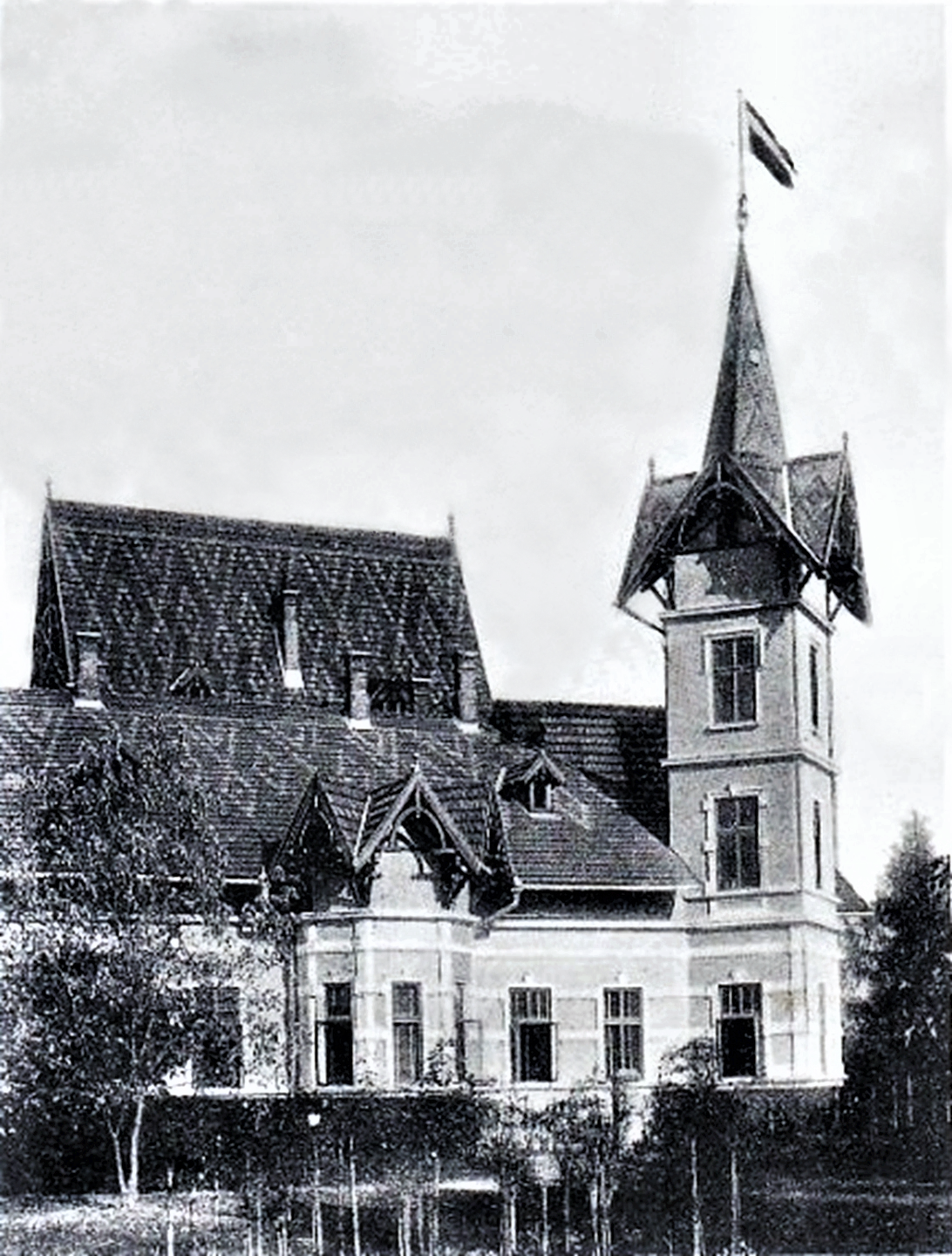
Castello di Berehomet

Alessandro divenne un membro del Partito conservatore autonomista rumeno e iniziò la sua carriera politica nel 1862, quando fu eletto come uno dei loro rappresentanti nel Consiglio (Dieta) della Bucovina. Attirò molta attenzione, perché fece una campagna, insieme ad altri membri del suo parlamento (compresi Eudoxius von Hormuzaki, Costin, Flondor) una campagna con successo a Vienna per la limitazione del monopolio e autocrazia della Chiesa ortodossa.
Nel 1863 il barone cofondò la società "Junimea", il più influente sindacato rumeno intellettuale, culturale e politico del XIX secolo. Ha continuato a sostenerlo e più tardi divenne membro onorario.
Il 24 febbraio 1867 l'imperatore Francesco Giuseppe lo designò a succedere al padre come membro nel Herrenhaus, la Camera Alta del Parlamento Imperiale di Vienna nel 1867. Fu per tredici anni l'unico rappresentante del Ducato di Bucovina in questa camera, finché nel 1880, anche il metropolita della Bucovina e Dalmazia Sylvester Morariu-Andriewicz, divenne membro di questa istituzione. 
Dal 1870 al 1871 e il nuovo 1884-1892, assunse la carica di governatore del Ducato di Bucovina. Grazie al suo rapporto con la corte viennese ottenne anche che nel 1876 la lingua rumena fosse approvata come lingua di insegnamento presso il liceo di Suceava. Il permesso di insegnare in romeno in classi speciali delle scuole superiori a Černivci seguì alcuni anni più tardi.
Egli insistette anche, nonostante la sua posizione di leader della fazione federale dell'aristocrazia rumena e come governatore della Bucovina, che tutti i cittadini avessero il diritto di esercitare liberamente la propria religione e cultura, e di avere la loro lingua madre riconosciuta, ma sempre sotto l'egida della monarchia asburgica. Dopo che l'istituzione del Regno di Romania nel 1881, Alessandro dimostrò di essere un avversario risoluto del crescente numero di sostenitori per l'annessione della Bucovina alla Romania. Nel suo discorso di apertura come governatore pronunciato in lingua tedesca al Parlamento della Bucovina il 22 luglio 1884, invitò tutti i parlamentari, di procedere all'unanimità nel sostenere l'autonomia provinciale all'interno del concetto di stato austriaco. Sostenne anche una campagna per il riconoscimento giuridico delle lingue tedesca, rumena e rutena, sottolineando che la lingua tedesca fosse il legame comune di tutti i popoli della monarchia. Di fatto e storicamente, il tedesco era l'unica lingua ufficiale ed era perciò padroneggiata da tutti. Era considerato un pioniere dell'idea di un'Europa unita delle nazioni.
Nel 1885 l'imperatore gli concesse l'Ordine della Corona di Ferro di 2ª classe e, nel 1888, in occasione della sua riconferma come governatore, il rango di "Real consigliere segreto".

### Attività economica

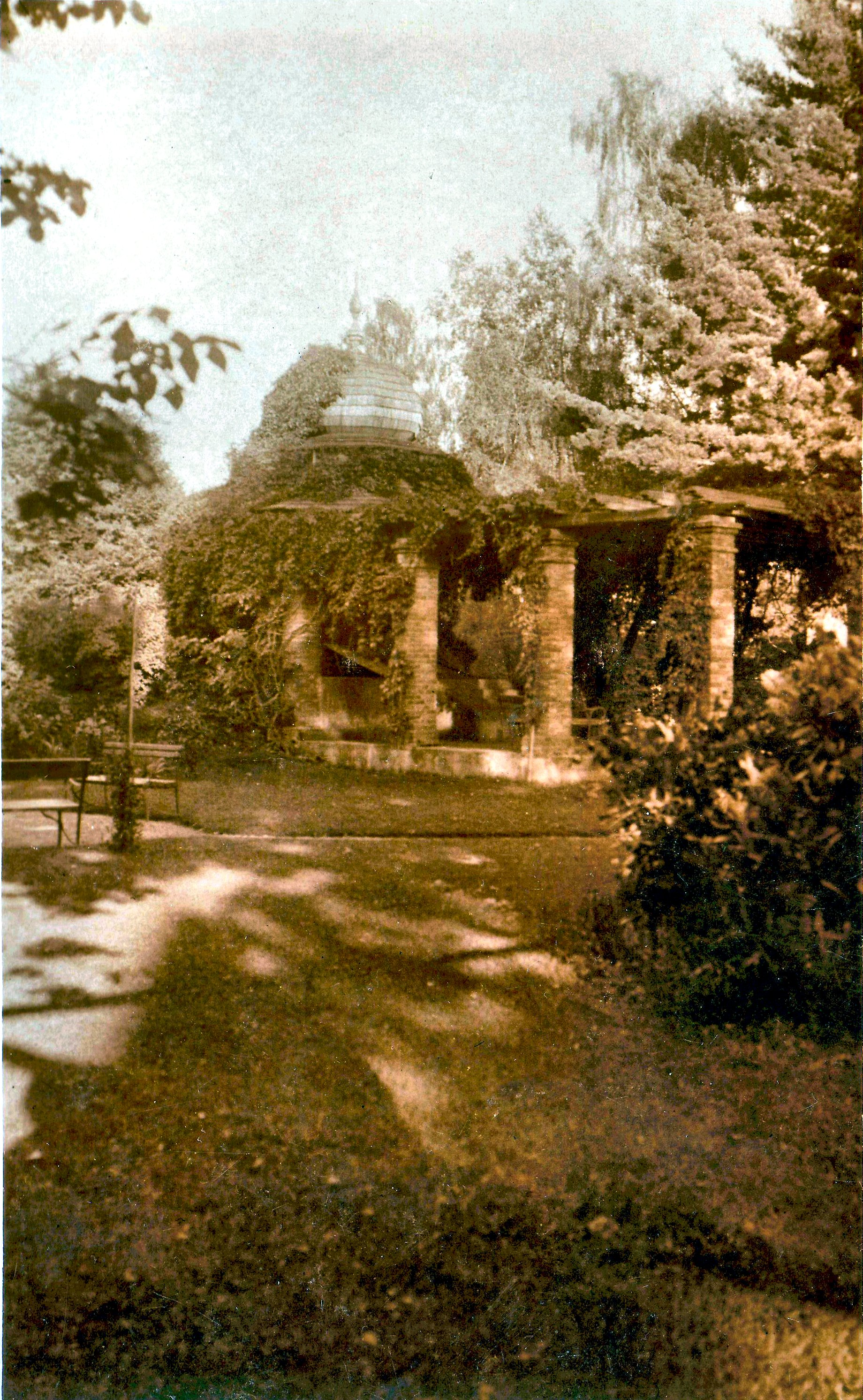
Nel parco del castello di Berehomet

Al fine di migliorare lo stato dell'agricoltura sulla sua proprietà ha fondato due villaggi chiamati in onore suo e della moglie: "Alexanderdorf" (1863) e "Katharinendorf" (1869). Vi fece stabilire agricoltori tedesco-luterani locali e provenienti dalla Galizia. In entrambi i luoghi ha costruito scuole tedesche (1870 e 1875). Famiglie di coloni dovevano pagare piccole tasse regolari per il loro mantenimento. Perché la più vicina chiesa luterana era a 70 km di distanza, a Černivci, costruì una chiesa luterana per i due villaggi.
Alexander cofondaò la "Bucovina Landesbank" e dal 1º giugno 1869 fu il suo azionista principale.

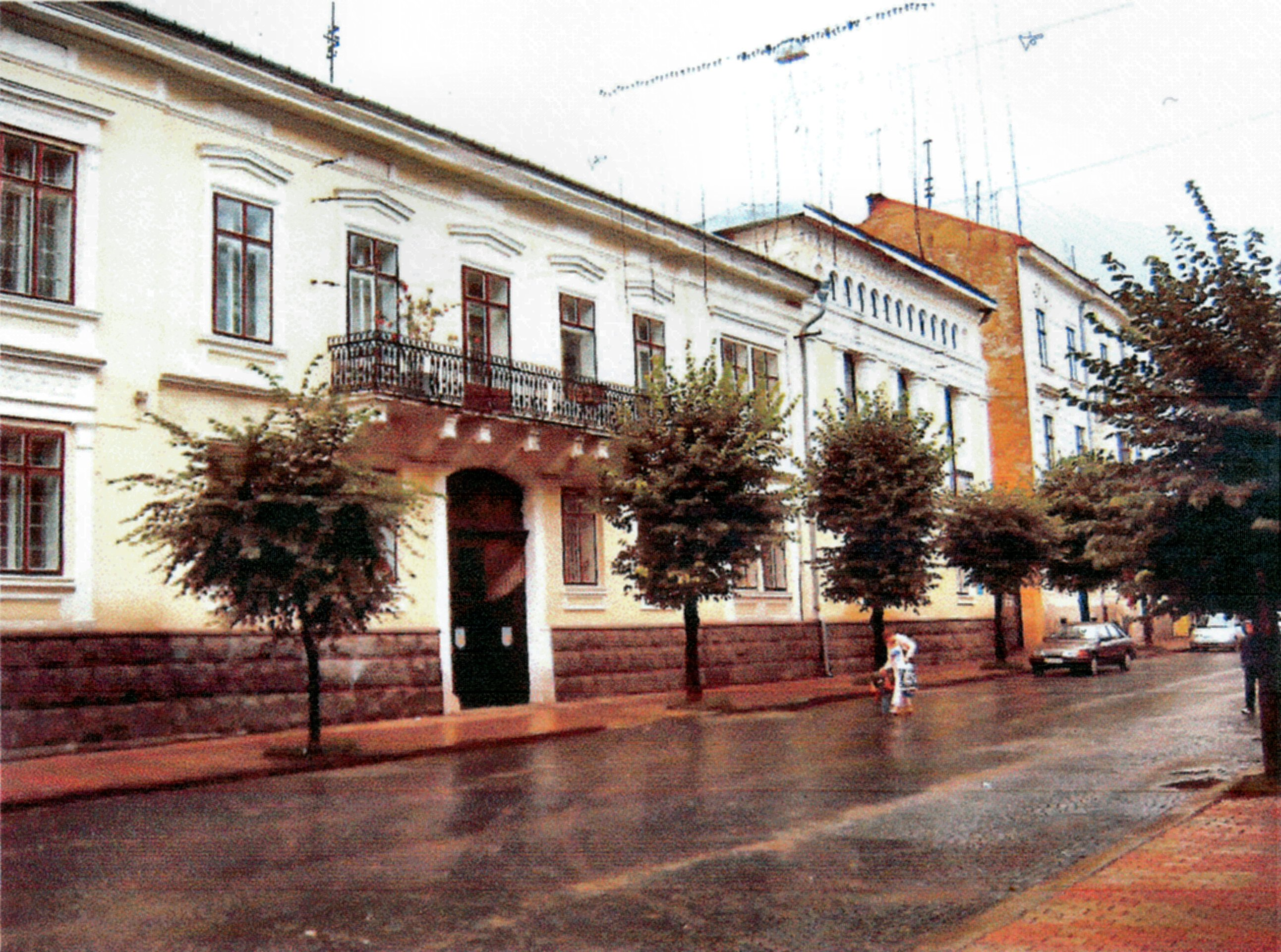
Il palazzo Wassilko a Černivci

Già nel mese di luglio 1869 il Ministero del Commercio approvò la sua proposta per estendere la linea di ferrovia a cavalli Hlyboka - Storožynec' – Komarivci - Stara Žadova - Lukivci a Berehomet e Lopušna. Alcuni anni più tardi, due consorzi stavano progettando di costruire due linee ferroviarie locali a vapore. Alexander promosse lo sviluppo della rete, con la costruzione del tratto di 57 km Hlyboka - Berehomet, che fu inaugurata il 30 novembre 1886. La linea ferroviaria fu utilizzata per trasportare il legno dalle foreste della famiglia.
Il Barone acquisì nel 1886 "Wassilko-Palais", un edificio sulla Herrengasse, al m. 38, a Černivci. Inoltre completò la costruzione del "Castello di Berehomet", che era stato distrutto da un incendio nell'offensiva russa del 1915, durante la prima guerra mondiale. Nel 1889 il barone ordinò anche la costruzione di una nuova chiesa a Berehomet.

## Patrimonio
Era di gran lunga il più grande proprietario terriero in Bucovina (28 000 ettari) e uno dei più grandi dell'impero austro-ungarico. Perché i suoi fratelli erano morti senza figli, l'imperatore Francesco Giuseppe I, con il consenso di entrambe le Camere del Parlamento imperiale, lo scelse nel 1888 per stabilire e guidare una "Realfideikommiss". Di questa facevano parte i villaggi di Berehomet, con Alexanderdorf e Katharinendorf, Panca, Lopušna, Schipot/Seret, Mihova, Czereszenka, Lipoweni, Sziskoutz e Zeleneu.
Nel 1924 la "Wassilkogasse" a Černivci, una strada laterale della "Herrengasse", dal nome della famiglia, ricevette il suo nome. L'autore ebreo tedesco Paul Celan crebbe in questa strada, al numero 5.

## Famiglia

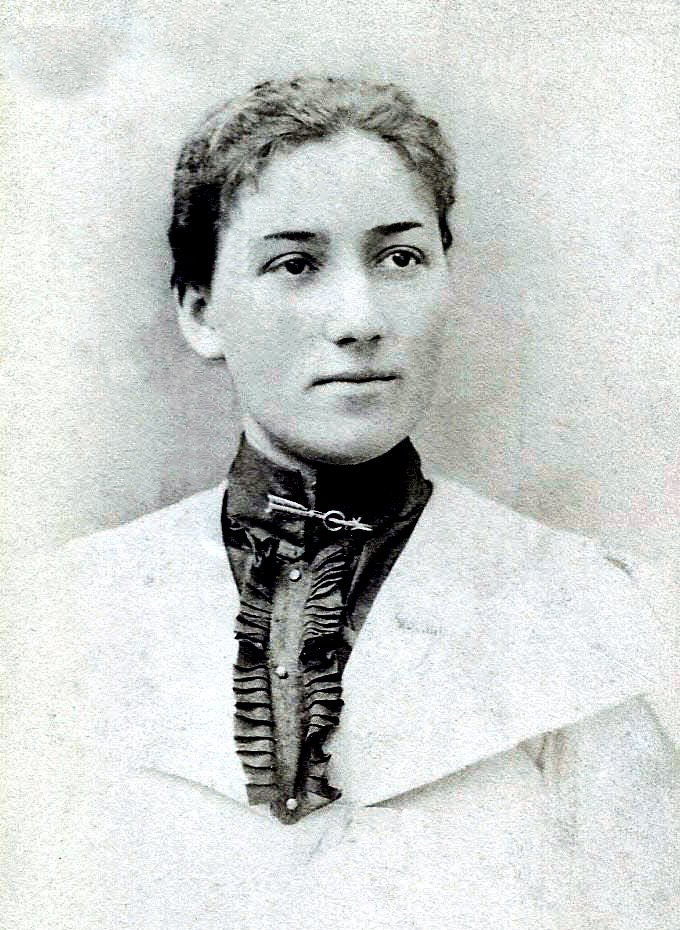
Katharina von Flondor

Il figlio primogenito del barone Jordaki (Berehomet, 4 marzo 1795 – Berehomet, 6 novembre 1861) sposò, il 16 giugno 1859, Katharina (21 luglio 1843 - 27 dicembre 1920), la figlia di un proprietario terriero e proprietario di Castello Hlinița, Jordaki cavaliere von Flondor (1798-1868). Dal matrimonio nacquero quattro figli: 
- Georg (17 febbraio 1864 – 24 marzo 1940), real consigliere segreto, governatore del Ducato di Bucovina e membro ereditario della Herrenhaus, poi dal 1919 senatore rumeno
- Stephan (10 giugno 1869 – 31 agosto 1933), capitano di cavalleria e consigliere imperiale al Ministero degli Interni
- Alexander (1871–1920) militare e agente segreto austriaco
- Viktor (19 maggio 1872 – 13 luglio 1934), alta autorità religiosa rumeno-ortodossa.

## I conti Wassilko

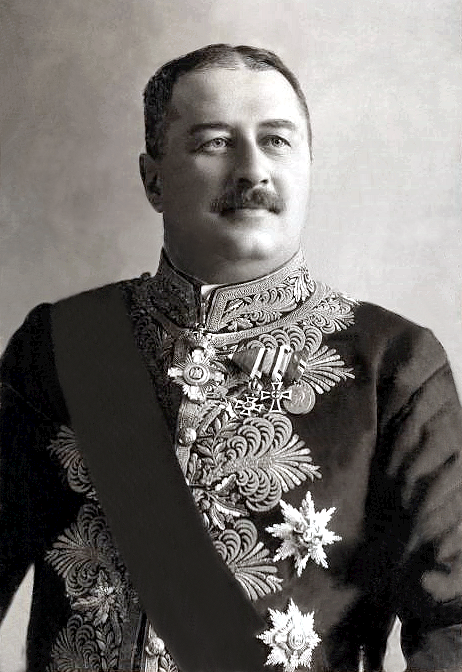
Il conte Georg
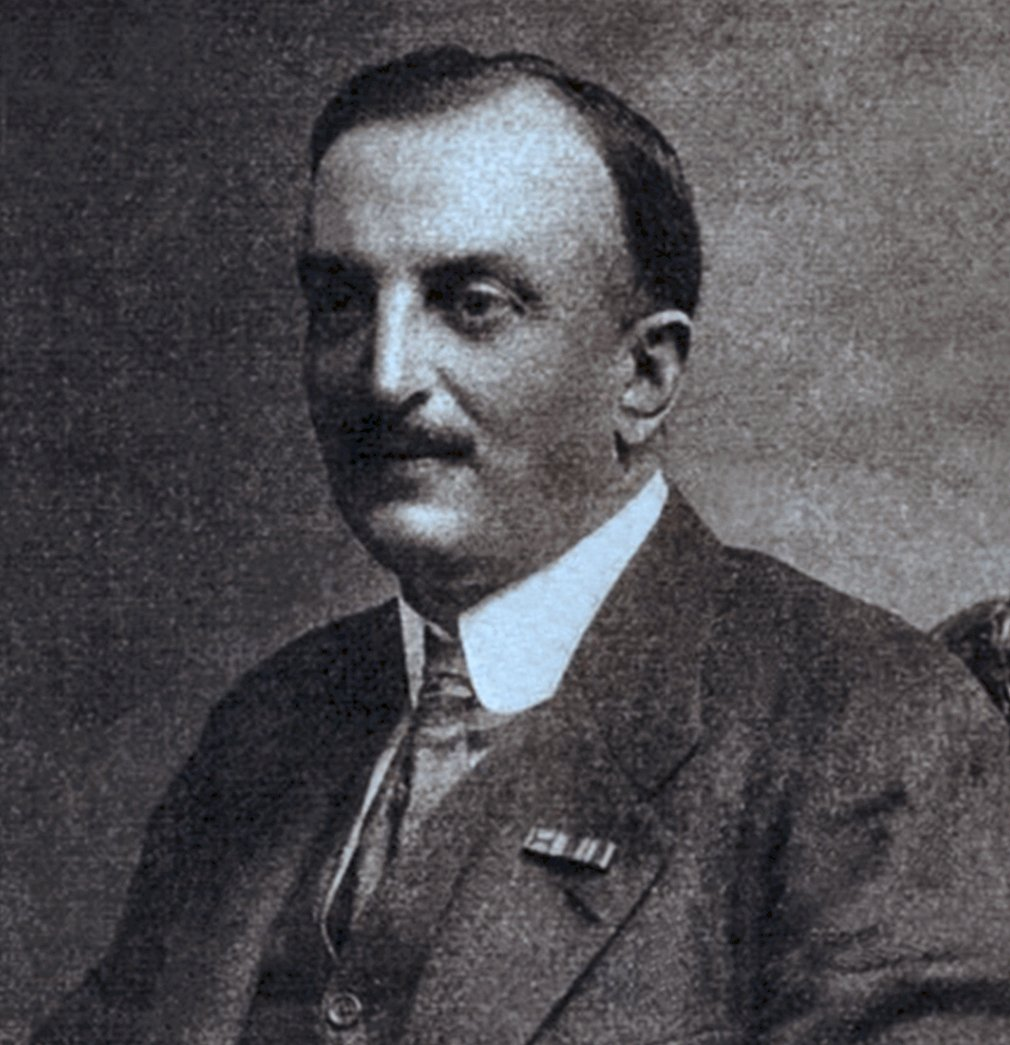
Il conte Stephan
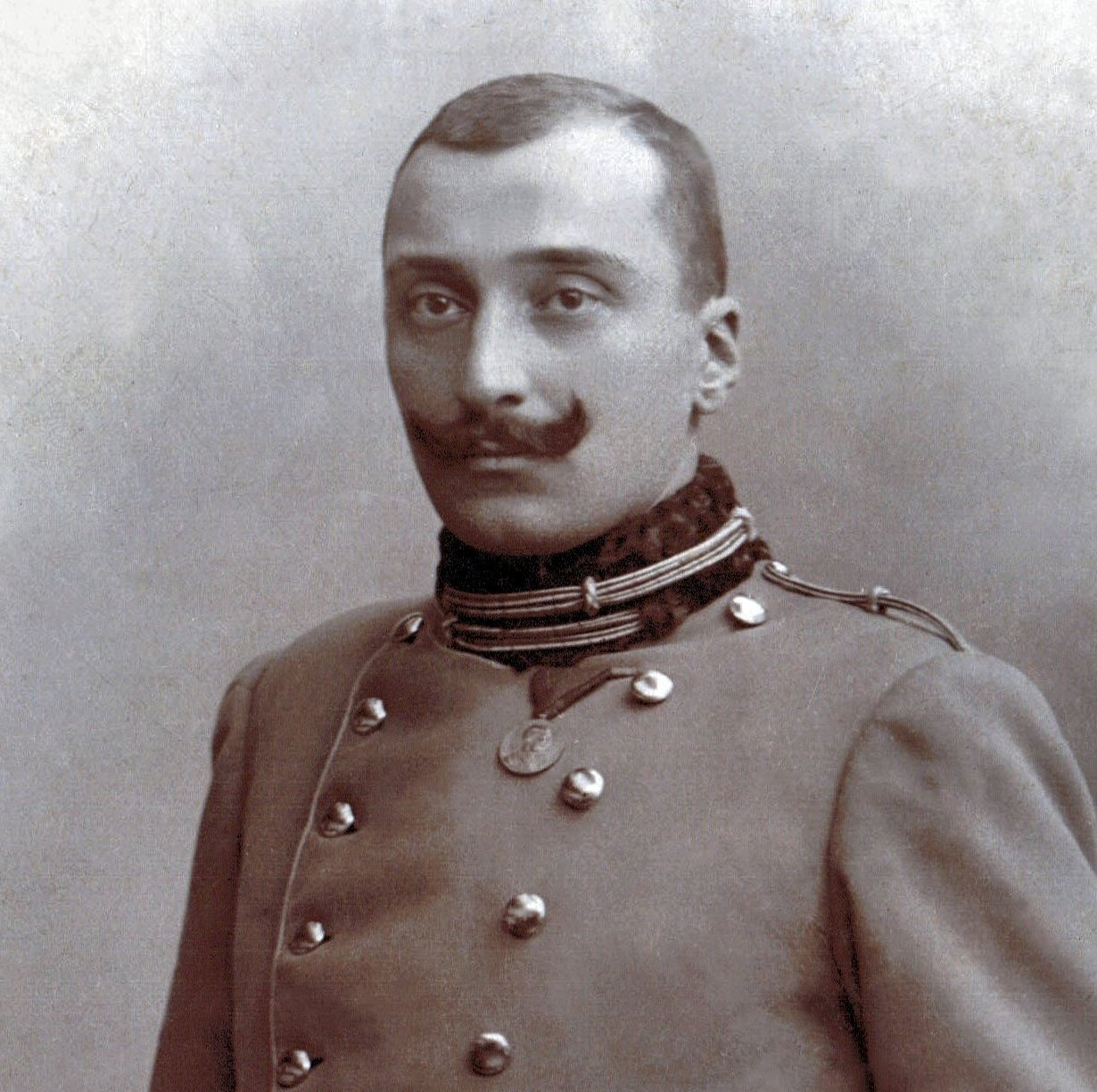
Il conte Alexander
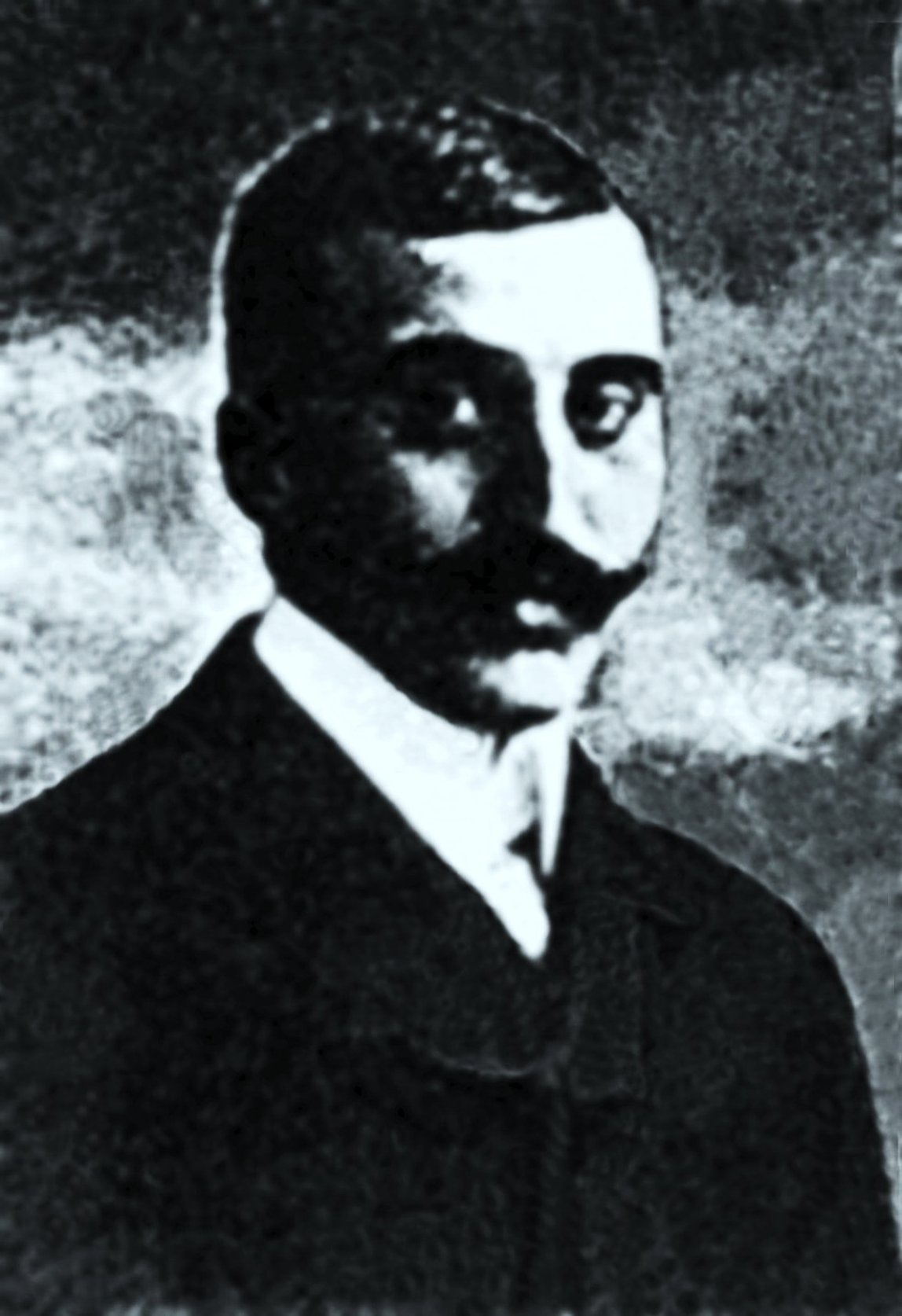
Il conte Victor